# Vivières
Vivières település Franciaországban, Aisne megyében. Lakosainak száma 409 fő (2022. január 1.). Vivières Haramont, Largny-sur-Automne, Mortefontaine, Puiseux-en-Retz, Soucy, Taillefontaine és Villers-Cotterêts községekkel határos.

## Népesség
A település népessége az elmúlt években az alábbi módon változott:
| Lakosok száma | 372  | 313  | 337  | 394  | 415  | 402  | 394  | 391  | 397  | 409  |
|               | 1968 | 1982 | 1990 | 2006 | 2013 | 2015 | 2017 | 2019 | 2020 | 2022 |